# Rohrspötter
Der Rohrspötter oder die Rohrspottdrossel (Donacobius atricapilla, Syn.: Donacobius atricapillus) ist ein südamerikanischer Singvogel und die einzige Art der Gattung Donacobius. Bis 1982 wurde der Rohrspötter für eine Spottdrossel gehalten.

## Merkmale
Der 23 cm lange Rohrspotter ist ein Vogel mit schwarzer Kappe, brauner Oberseite und Schwanz, orangegelber Unterseite und orangefarbene Augen.

## Vorkommen
Der Vogel lebt in Sümpfen, Marschen und Feuchtwiesen vom Osten Panamas bis Bolivien und Nordargentinien.

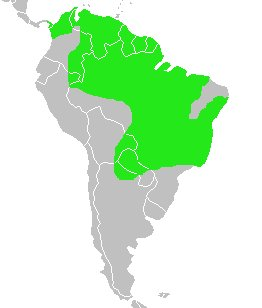
Verbreitungsgebiet

## Verhalten
Die Rohrspötter leben paarweise in festen Revieren. Oft sitzen sie gemeinsam auf Ästen laut singend, mit den Köpfen zuckend und mit den Schwänzen wippend. Dieses Verhalten dient dazu, Eindringlinge abzuschrecken.
Der Vogel ernährt sich von Insekten. Fühlt er sich gestört, fliegt er von seinem Aufenthaltsort in dichter Vegetation zu einer exponierten Warte und “beschimpft” den Eindringling.
Der Rohrspötter brütet in einem offenen Nest im Schilf oder Gras.